# Empis longirostris
Empis longirostris är en tvåvingeart som beskrevs av Johann Wilhelm Meigen 1830. Empis longirostris ingår i släktet Empis och familjen dansflugor.
Artens utbredningsområde är Tyskland. Inga underarter finns listade i Catalogue of Life.